# Meppel
Meppel és un municipi de la província de Drenthe, al nord-est dels Països Baixos. L'1 de gener del 2009 tenia 32.235 habitants repartits sobre una superfície de 56,98 km² (dels quals 1,34 km² corresponen a aigua).

## Centres de població
| Nucli                  | Població | Nucli                      | Població |
| ---------------------- | -------- | -------------------------- | -------- |
| Meppel                 | 27.841   | Broekhuizen                | ?        |
| Nijeveen               | 2908     | De Kolk (parcialment)      | ?        |
| Kolderveen             | 246      | Havelterberg (parcialment) | ?        |
| Kolderveense Bovenboer | 150      | Nijentap                   | ?        |
| Rogat                  | 120      | De Schiphorst              | ?        |
| Nijeveense Bovenboer   | 131      |                            |          |

## Administració
El consistori actual, després de les eleccions municipals de 2007, és dirigit pel conservador 	Jan Westmaas. El consistori consta de 23 membres, compost per:
- Sterk Meppel, 7 escons
- Partit del Treball, (PvdA) 7 escons
- Crida Demòcrata Cristiana, (CDA) 3 escons
- Partit Popular per la Llibertat i la Democràcia, (VVD) 3 escons
- ChristenUnie, 2 escons
- GroenLinks, 1 escó

## Galeria d'imatges

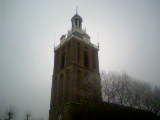
Torre de Meppel
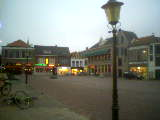
Plaça al centre de la ciutat
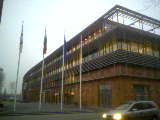
Ajuntament